# Saint-Pierre-des-Ifs, Eure
Saint-Pierre-des-Ifs är en kommun i departementet Eure i regionen Normandie i norra Frankrike. Kommunen ligger i kantonen Saint-Georges-du-Vièvre som tillhör arrondissementet Bernay. År 2022 hade Saint-Pierre-des-Ifs 258 invånare.

## Befolkningsutveckling
Antalet invånare i kommunen Saint-Pierre-des-Ifs
Referens:INSEE